# Kdo přežije: Fidži
Kdo přežije: Fidži (v anglickém originále Survivor: Fiji) je název čtrnácté sezóny celosvětově známe televizní reality show Survivor neboli v českém překladu Kdo přežije. 
Tato série byla natáčena 39 dní na ostrovech státu Fidži. Natáčení probíhalo od 30. 10. 2006 do 7. 12. téhož roku. Americká televize CBS, jež soutěž vysílá, uveřejnila tuto sérii 8. 2. 2007 a její vysílání skončilo 13. 5. 2007. Do této série bylo vybráno dvacet soutěžících, ale brzy před natáčením svou účast odřekla tehdy 28letá modelka Melissa McNulty. Melissa trpící klaustrofobickým druhem paniky doufala, že se díky účasti a zkušenostem z této soutěže dokáže vypořádat se svými pravidelnými záchvaty. Vítězem soutěže se stal tehdy 36letý Earl Cole z původního kmene Ravu. Ve finále se střetl s Cassandrou Franklin a Andriou „Dreamzem“ Herdem. Ve finále zmiňovaný vítěz získal všech devět hlasů od poroty.

## Základní informace
| Počet dní:            | 39                           |
| Počet trosečníků:     | 19                           |
| Počet kmenů:          | 2                            |
| Počet finalistů:      | 3                            |
| Tajné imunity:        | Ano                          |
| Vítěz:                | Earl Cole (9-0-0)            |
| Lokalita natáčení:    | Vanua Levu, Fidži            |
| Země:                 | Fidži                        |
| Natáčení začalo:      | 30. října, 2006              |
| Natáčení skončilo:    | 7. prosince, 2006            |
| Vysíláno v USA:       | 8. února – 13. května, 2007  |
| Předchozí řada:       | Kdo přežije: Cookovy ostrovy |
| Následující řada:     | Kdo přežije: Čína            |
| Fanoušci vs. Favorité | Yau-Man Chan                 |

## Soutěžící

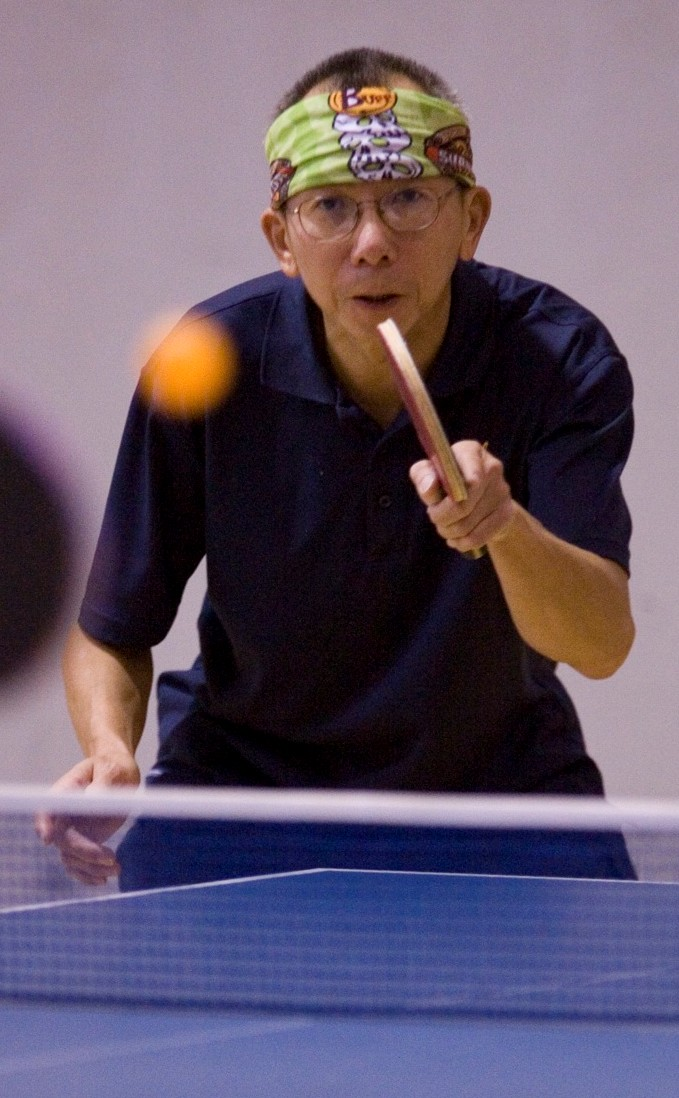
Yau-Man Chan skončil na čtvrtém místě a byl devátým členem poroty

Tato série čítala po odstoupení Melissy McNulty 19 soutěžících. Tito soutěžící byli rozděleni do dvou kmenů člověkem, o kterém všichni společně prohlásili, že po dobu, co tu strávili, byla vůdcem, co řídil dění v táboře. Tímto člověkem byla Sylvia Kwan. Poté, co rozdělila zbylých 18 spolupřeživších, byla poslána na ostrov vyhnanství.
| Soutěžící                                       | Původní kmen | Smíšený kmen | Sloučený kmen | Skončil                            | Konečný počet hlasů |
| ----------------------------------------------- | ------------ | ------------ | ------------- | ---------------------------------- | ------------------- |
| Jessica deBen 27, Los Angeles, CA               | Ravu         |              |               | 1. vyřazená Den 3                  | 6                   |
| Erica Durousseau 27, Lake Charles, LA           | Ravu         |              |               | 2. vyřazená Den 6                  | 6                   |
| Sylvia Kwan 52, Malibu, CA                      | Ravu         |              |               | 3. vyřazená Den 8                  | 6                   |
| Gary „Taťka šmoula“ Stritesky 55, Rochester, MN | Moto         |              |               | Evakuován Den 10                   | 0                   |
| Liliana Gomez 25, Oxnard, CA                    | Moto         |              |               | 5. vyřazená Den 11                 | 6                   |
| Rita Verreos 38, San Antonio, TX                | Ravu         |              |               | 6. vyřazená Den 14                 | 6                   |
| Anthony Robinson 32, Compton, CA                | Ravu         | Ravu         |               | 7. vyřazený Den 16                 | 10                  |
| James „Rocky“ Reid 28, San Diego, CA            | Ravu         | Ravu         |               | 8. vyřazený 1. člen poroty Den 19  | 5                   |
| Lisette „Lisi“ Linares 22, Las Vegas, NV        | Moto         | Ravu         |               | 9. vyřazená 2. člen poroty Den 21  | 7                   |
| Michelle Yi 23, Cincinnati, OH                  | Ravu         | Moto         | Bula Bula     | 10. vyřazená 3. člen poroty Den 24 | 3                   |
| Edgardo Rivera 28, Miami, FL                    | Moto         | Ravu         | Bula Bula     | 11. vyřazený 4. člen poroty Den 27 | 5                   |
| Mookie Lee 25, Chicago, IL                      | Ravu         | Ravu         | Bula Bula     | 12. vyřazený 5. člen poroty Den 30 | 6                   |
| Alex Angarita 28, Sacramento, CA                | Moto         | Ravu         | Bula Bula     | 13. vyřazený 6. člen poroty Den 33 | 9                   |
| Stacy Kimball 27, Boulder, CO                   | Moto         | Moto         | Bula Bula     | 14. vyřazená 7. člen poroty Den 36 | 4                   |
| Kenward „Boo“ Bernis 34, Lafayette, LA          | Moto         | Moto         | Bula Bula     | 15. vyřazený 8. člen poroty Den 37 | 5                   |
| Yau-Man Chan 54, Fresno, CA                     | Ravu         | Moto         | Bula Bula     | 16. vyřazený 9. člen poroty Den 38 | 9                   |
| Andria (Dre) "Dreamz" Herd 25, Wilmington, NC   | Moto         | Ravu         | Bula Bula     | 2. místo                           | 2                   |
| Cassandra Franklin 42, San Francisco, CA        | Moto         | Moto         | Bula Bula     | 2. místo                           | 5                   |
| Earl Cole 35, Santa Monica, CA                  | Ravu         | Moto         | Bula Bula     | Poslední přeživší                  | 1                   |

## Soutěže
| Epizoda                                                        | Premiéra         | Soutěže                                | Soutěže                                | Ostrov Vyhnanství | Vyloučen/a | Hlasy   | Skončil                            |
| Epizoda                                                        | Premiéra         | Odměna                                 | Imunita                                | Ostrov Vyhnanství | Vyloučen/a | Hlasy   | Skončil                            |
| -------------------------------------------------------------- | ---------------- | -------------------------------------- | -------------------------------------- | ----------------- | ---------- | ------- | ---------------------------------- |
| 1. Something Cruel Is About to Happen…Real Soon                | 8. února, 2007   | Moto                                   | Moto                                   | Sylvia            | Jessica    | 6–1–1–1 | 1. vyřazená Den 3                  |
| 2. "Snakes Are Misunderstood ... We Have an Understanding Now" | 15. února, 2007  | Moto                                   | Moto                                   | Earl              | Erica      | 6-2     | 2. vyřazená Den 6                  |
| 3. "This Is Not Survival ... It's a Thrival"                   | 22. února, 2007  | Moto                                   | Moto                                   | Sylvia            | Sylvia     | 4–3–1   | 3. vyřazená Den 8                  |
| 4. "Let's Just Call Jeff on the Jeff Phone"                    | 1. března, 2007  | Moto                                   | Moto                                   | Yau-Man           | Gary       | ---     | Evakuován Den 10                   |
| 4. "Let's Just Call Jeff on the Jeff Phone"                    | 1. března, 2007  | Moto                                   | (Ravu)                                 | Yau-Man           | Liliana    | 6–1–1   | 4. vyřazená Den 11                 |
| 5. "Love Many, Trust Few, Do Wrong to None"                    | 8. března, 2007  | Moto                                   | Moto                                   | Earl              | Rita       | 5–2     | 5. vyřazená Den 14                 |
| 6. "I've Got Strength Now to Carry the Flag"                   | 21. března, 2007 | Nebyla                                 | Moto                                   | Lisi              | Anthony    | 5–1     | 6. vyřazený Den 16                 |
| 7. "An Evil Thought"                                           | 29. března, 2007 | Ravu                                   | Moto                                   | Earl              | Rocky      | 4–2     | 7. vyřazený 1. člen poroty Den 19  |
| 8. "So You Think You Can Meke?"                                | 5. dubna, 2007   | Moto                                   | Moto                                   | Lisi              | Lisi       | 4–1     | 8. vyřazená 2. člen poroty Den 19  |
| 9. "Are We Gonna Live on Exile Island?!"                       | 12. dubna, 2007  | Boo, Cassandra, Earl, Edgardo, Yau-Man | Boo, Cassandra, Earl, Edgardo, Yau-Man | Nikdo             | Michelle   | 3–2     | 9. vyřazená 3. člen poroty Den 24  |
| 10. "It's a Turtle?!"                                          | 19. dubna, 2007  | Cassandra, [Boo, Dreamz, Yau-Man]      | Yau-Man                                | Mookie            | Edgardo    | 5–3–1   | 10. vyřazený 4. člen poroty Den 27 |
| 11. "Blackmail or Betrayal"                                    | 26. dubna, 2007  | Alex, Dreamz, Earl, Stacy              | Stacy                                  | Boo               | Mookie     | 4–3–1   | 11. vyřazený 5. člen poroty Den 30 |
| 12. "A Smile, Velvet Gloves and a Dagger in My Pocket"         | 3. května, 2007  | Boo, Dreamz, Yau-Man                   | Boo                                    | Earl              | Alex       | 6–1     | 12. vyřazený 6. člen poroty Den 33 |
| 13. "I Wanna See If I Can Make a Deal"                         | 10. května, 2007 | Yau-Man (Dreamz), Boo, Stacy           | Boo                                    | Yau-Man           | Stacy      | 2–0     | 13. vyřazená 7. člen poroty Den 36 |
| 14. "You've Got That Puzzled Look"                             | 13. května, 2007 | Nebyla                                 | Yau-Man                                | Nikdo             | Boo        | 4–1     | 14. vyřazený 8. člen poroty Den 37 |
| 14. "You've Got That Puzzled Look"                             | 13. května, 2007 | Nebyla                                 | Dreamz                                 | Nikdo             | Yau-Man    | 3–1     | 15. vyřazený 9. člen poroty Den 38 |
| 15. "Reunion"                                                  | 13. května, 2007 | Hlasy porotců                          | Hlasy porotců                          | Hlasy porotců     | Dreamz     | 9–0–0   | 2. místo                           |
| 15. "Reunion"                                                  | 13. května, 2007 | Hlasy porotců                          | Hlasy porotců                          | Hlasy porotců     | Cassandra  | 9–0–0   | 2. místo                           |
| 15. "Reunion"                                                  | 13. května, 2007 | Hlasy porotců                          | Hlasy porotců                          | Hlasy porotců     | Earl       | 9–0–0   | Poslední přeživší                  |

### Seznam soutěžících
- Alex Angarita
- Andria „Dreamz“ Herd
- Anthony Robinson
- Cassandra Franklin
- Earl Cole
- Edgardo Rivera
- Erica Durousseau
- Gary Stritesky (zvaný Taťka Šmoula)
- James „Rocky“ Reid
- Jessica deBen
- Kenward „Boo“ Bernis
- Liliana Gomez
- Lisi Linares
- Michelle Yi
- Mookie Lee
- Rita Verreos
- Stacy Kimball
- Sylvia Kwan
- Yau-Man Chan

## Historie hlasování
|             | Originální kmeny  | Originální kmeny | Originální kmeny | Originální kmeny | Originální kmeny  | Originální kmeny | Promíchané kmeny  | Promíchané kmeny | Promíchané kmeny | Sloučený kmen      | Sloučený kmen     | Sloučený kmen    | Sloučený kmen  | Sloučený kmen   | Sloučený kmen | Sloučený kmen     |
| ----------- | ----------------- | ---------------- | ---------------- | ---------------- | ----------------- | ---------------- | ----------------- | ---------------- | ---------------- | ------------------ | ----------------- | ---------------- | -------------- | --------------- | ------------- | ----------------- |
| Epizoda #:  | 1                 | 2                | 3                | 4                | 4                 | 5                | 6                 | 7                | 8                | 9                  | 10                | 11               | 12             | 13              | 14            | 14                |
| Vyloučen/a: | Jessica 6/9 hlasů | Erica 6/8 hlasů  | Sylvia 4/8 hlasů | Gary Žádný hlas  | Liliana 6/8 hlasů | Rita 5/7 hlasů   | Anthony 5/6 hlasů | Rocky 4/6 hlasů  | Lisi 4/5 hlasů   | Michelle 3/5 hlasů | Edgardo 5/9 hlasů | Mookie 4/8 hlasů | Alex 6/7 hlasů | Stacy 2/2 hlasů | Boo 4/5 hlasů | Yau-Man 3/4 hlasů |
| Hráč        | Hlasy             | Hlasy            | Hlasy            | Hlasy            | Hlasy             | Hlasy            | Hlasy             | Hlasy            | Hlasy            | Hlasy              | Hlasy             | Hlasy            | Hlasy          | Hlasy           | Hlasy         | Hlasy             |
| Earl        | Jessica           |                  | Sylvia           |                  |                   | Rita             |                   |                  |                  |                    | Edgardo           | Alex             | Alex           | Stacy           | Boo           | Yau-Man           |
| Cassandra   |                   |                  |                  |                  | Lisi              |                  |                   |                  |                  |                    | Edgardo           | Mookie           | Alex           | Yau-Man         | Boo           | Yau-Man           |
| Dreamz      |                   |                  |                  |                  | Liliana           |                  | Anthony           | Rocky            | Lisi             | Michelle           | Mookie            | Mookie           | Alex           | Yau-Man         | Boo           | Yau-Man           |
| Yau-Man     | Jessica           | Erica            | Sylvia           |                  |                   | Rita             |                   |                  |                  |                    | Edgardo           | Alex             | Alex           | Stacy           | Boo           | Cassandra         |
| Boo         |                   |                  |                  |                  | Liliana           |                  |                   |                  |                  |                    | Edgardo           | Mookie           | Alex           | Yau-Man         | Dreamz        |                   |
| Stacy       |                   |                  |                  |                  | Liliana           |                  |                   |                  |                  | Michelle           | Edgardo           | Alex             | Alex           | Yau-Man         |               |                   |
| Alex        |                   |                  |                  |                  | Liliana           |                  | Anthony           | Rocky            | Lisi             | Michelle           | Cassandra         | Mookie           | Yau-Man        |                 |               |                   |
| Mookie      | Jessica           | Erica            | Anthony          |                  |                   | Rita             | Anthony           | Lisi             | Lisi             | Stacy              | Cassandra         | Boo              |                |                 |               |                   |
| Edgardo     |                   |                  |                  |                  | Liliana           |                  | Anthony           | Rocky            | Lisi             |                    | Cassandra         |                  |                |                 |               |                   |
| Michelle    | Jessica           | Erica            | Sylvia           |                  |                   | Anthony          |                   |                  |                  | Stacy              |                   |                  |                |                 |               |                   |
| Lisi        |                   |                  |                  |                  | Liliana           |                  |                   | Rocky            | Dreamz           |                    |                   |                  |                |                 |               |                   |
| Rocky       | Mookie            | Erica            | Anthony          |                  |                   | Rita             | Anthony           | Lisi             |                  |                    |                   |                  |                |                 |               |                   |
| Anthony     | Jessica           | Sylvia           | Sylvia           |                  |                   | Rita             | Rocky             |                  |                  |                    |                   |                  |                |                 |               |                   |
| Rita        | Jessica           | Erica            | Earl             |                  |                   | Anthony          |                   |                  |                  |                    |                   |                  |                |                 |               |                   |
| Liliana     |                   |                  |                  |                  | Cassandra         |                  |                   |                  |                  |                    |                   |                  |                |                 |               |                   |
| Gary        |                   |                  |                  |                  |                   |                  |                   |                  |                  |                    |                   |                  |                |                 |               |                   |
| Sylvia      |                   | Erica            | Anthony          |                  |                   |                  |                   |                  |                  |                    |                   |                  |                |                 |               |                   |
| Erica       | Yau-Man           | Sylvia           |                  |                  |                   |                  |                   |                  |                  |                    |                   |                  |                |                 |               |                   |
| Jessica     | Rita              |                  |                  |                  |                   |                  |                   |                  |                  |                    |                   |                  |                |                 |               |                   |

| Jury vote | Jury vote        | Jury vote           | Jury vote      |
| --------- | ---------------- | ------------------- | -------------- |
| Finalist: | Dreamz 0/9 hlasů | Cassandra 0/9 hlasů | Earl 9/9 hlasů |
| Porotce   | Hlasy            | Hlasy               | Hlasy          |
| Yau-Man   |                  |                     | Earl           |
| Boo       |                  |                     | Earl           |
| Stacy     |                  |                     | Earl           |
| Alex      |                  |                     | Earl           |
| Mookie    |                  |                     | Earl           |
| Edgardo   |                  |                     | Earl           |
| Michelle  |                  |                     | Earl           |
| Lisi      |                  |                     | Earl           |
| Rocky     |                  |                     | Earl           |